# Томас Далейль
То́мас Дале́йль (англ. Tam Dalyell of the Binns; 1599 — 1685) — англійський, шотландський та російський військовий і державний діяч.

## Походження
Томас Далейль походив із шотландської дворянської родини. Народився 1599 року в родовому маєтку свого батька — Бінс (англ. The Binns), неподалік від містечка Лінлітгоу в Західному Лотіані.

## Служба в Англії
Військова кар'єра Томаса Далейля почалася в Ла-Рошелі. Він входив до складу експедиційного корпусу герцога Бекінгема, відправленого на допомогу гарнізону, оборонявшогось від армії французького короля Людовика XIII. У 1642—1648 роках Далейль служив офіцером у шотландської армії під командуванням генерал-майора Роберта Монро, що діяла проти збройних формувань ірландських католиків в Ольстері. У 1649 році Далейль був призначений комендантом замку Каррікфергюс в Північній Ірландії.
В 1649 в Лондоні був обезголовлений король Англії Карл I. Ця подія потрясла Далейля. Переконаний рояліст, Далейль в знак скорботи дав обітницю ніколи не стригти своєї бороди, обітницю, яку він не порушив до кінця життя. Незабаром і армія Монро була розбита. З залишками армії Далейль повертається на батьківщину.
В 1650 він приєднався до військ Карла Стюарта, який збирав своїх прихильників для боротьби з Кромвелем. 3 вересня 1651, командуючи одним з трьох піхотних полків, що перебували в авангарді роялістською армії в кровопролитній битві під Вустером, Далейль героїчно бився з військами Кромвеля, прикриваючи переправи через річки Тім і Северн. В ході бою шотландська армія зазнала нищівної поразки. Далейль разом з іншими ватажками роялістів потрапив у полон і був ув'язнений у Лондонський Тауер. Однак незабаром Далейль втік з в'язниці і прибув до Нідерландів до двору Карла Стюарта. За вірність дому Стюартів Далейль був проведений в генерал-майори.
У січні 1654 року Далейль разом з генералом Вільямом Драммондом повернувся до Шотландії для підготовки повстання. Протягом року горяни воювали з урядовими військами. Генерал Джордж Монк, який командував військами Кромвеля, призначив спеціальну винагороду за голову Далейля. Але повстання було придушене і Далейлю знову довелося тікати.
В еміграції Далейль вирішив вступити на російську службу, з ним поїхав і його товариш по «гірської війні» Вільям Драммонд.

## Служба в Росії

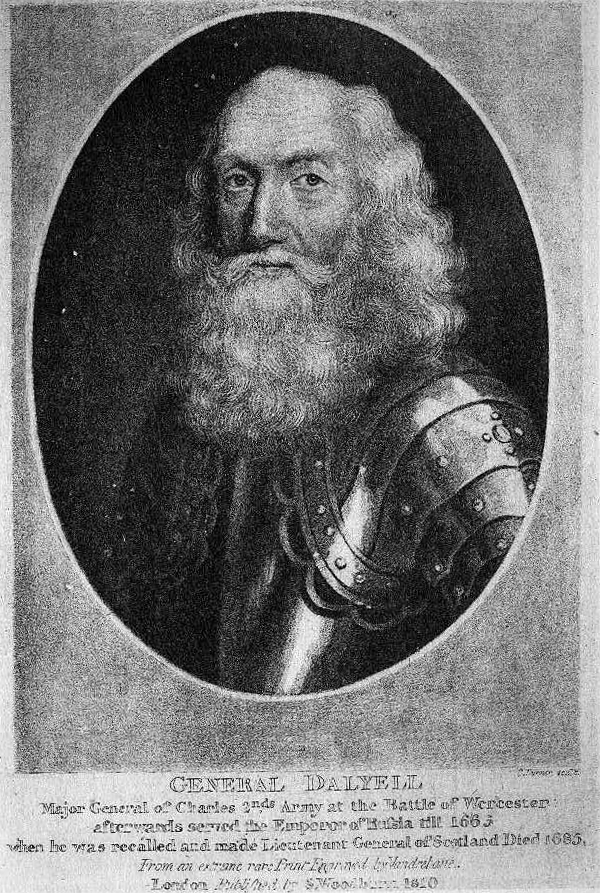
Генерал Томас Далейль

21 липня 1656 генерал-лейтенант Томас Далейль і генерал-майор Драммонд приїхали в Москву з рекомендаційної грамотою від Карла Стюарта з проханням прийняти їх на російську службу. У грамоті майбутній король просив царя Олексія Михайловича прийняти на службу цих «вельми майстерних людей в знанні військових справ».
У 1665 році Далейль залишив російську службу і повернувся до Англії.

## На батьківщині
У 1666 році Далейль був прийнятий при дворі англійського короля Карла II і призначений головнокомандувачем королівської армії в Шотландії. Тут він став справжнім прокляттям для ковенантерів, яких люто і жорстоко переслідував, вважаючи їх винуватцями страти короля. Серед сільських жителів ходили чутки, про те, що він був чаклуном і спалював людей, а ковенантери називали його «звіром з Московії».
28 листопада 1666, Далейль розгромив під Рулліон-Грін підняли заколот ковенантерів, не дозволивши повсталим захопити Единбург. У 1679 році на заході Шотландії спалахнуло нове повстання ковенантерів проти королівської влади. Далейль, будучи заступником герцога Монмута, зіграв вирішальну роль в битві під Ботуелл-Бріджем, що закінчилася поразкою заколотників.
У 1679 — 1685 роках він був членом таємної ради короля, членом парламенту від Лінлітговшира і членом Судової комісії у справі ковенантерів.

## Томас Далейль в літературі
Генерал Далейль є одним з головних персонажів роману Вальтера Скотта «Пуритани».